# Carro falcado

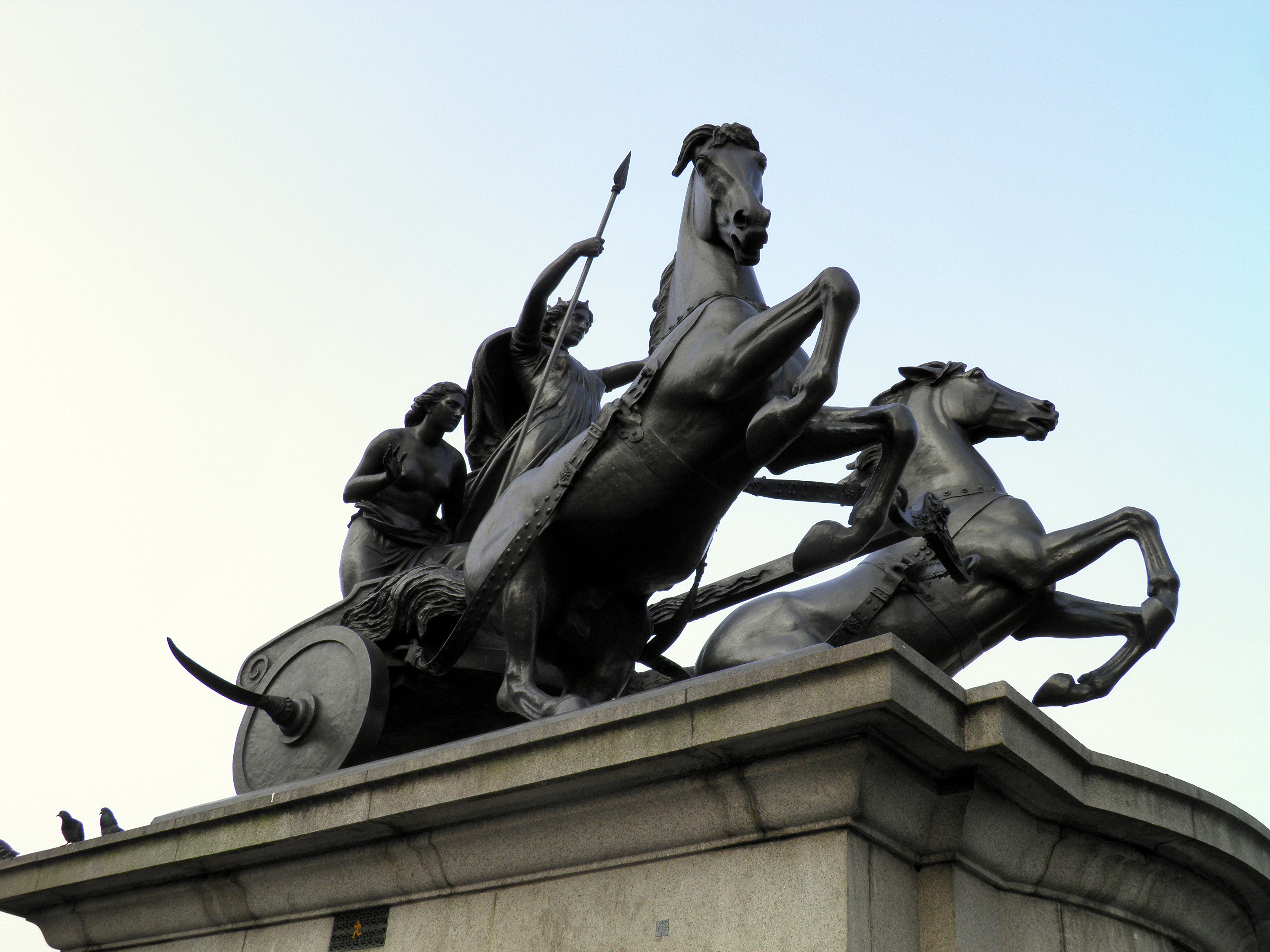
Estatua con el carro falcado en el Puente de Westminster, en Londres

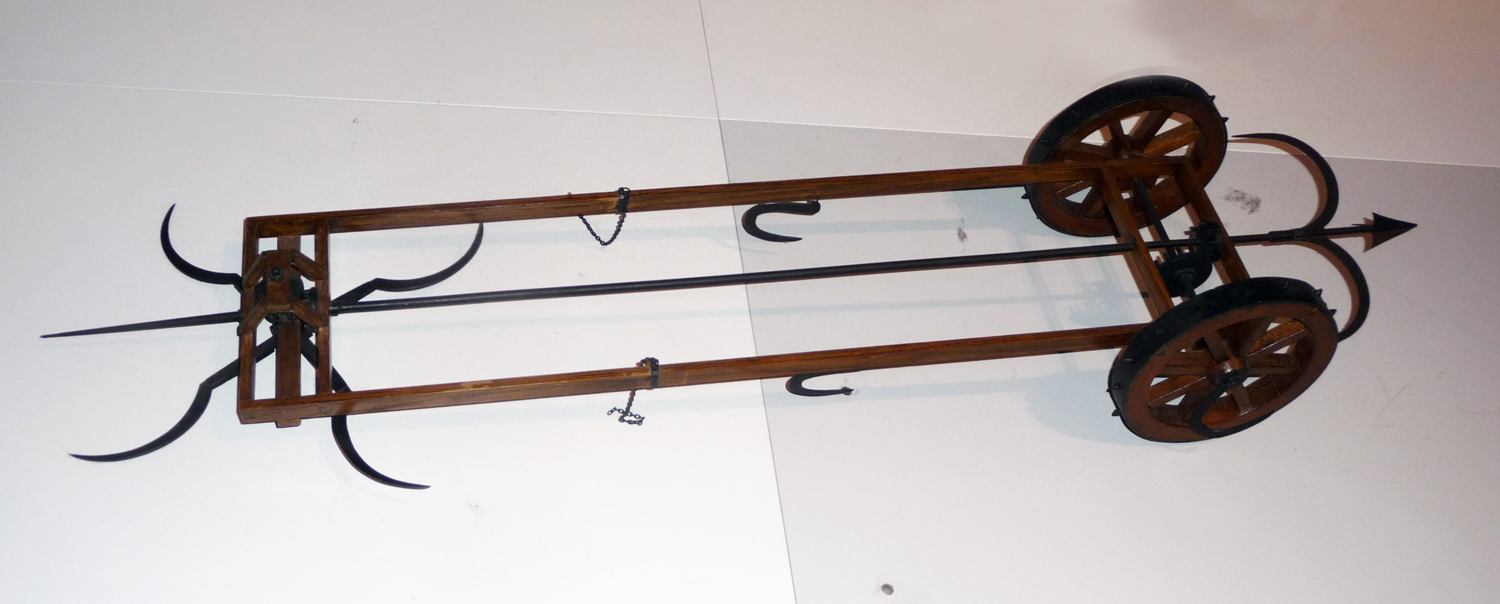
Modelo de Leonardo da Vinci

El carro falcado era un tipo de carro de guerra con dos o cuatro ruedas, equipado con cuchillas afiladas en la cabeza, el timón, y a los lados en los cubos de las ruedas. Tirados por sus caballos a galope se usaban para causar estragos en las filas del enemigo.

## Historia
El carro falcado era una modificación de los carros de guerra. Los filos que se añadían en ambas ruedas contaban con una extensión aproximada de un metro de largo. Fue utilizado por los griegos y los pueblos orientales de la Edad Antigua. Llenaron con su fragor los poemas homéricos y fueron ampliamente utilizados en la antigüedad desde la primera aparición de los helenos en Tesalia hasta el regreso de la guerra de Troya, es decir, de acuerdo a la historia mitológica, desde 1400 a. C. hasta 1200 a. C. En el este, los carros falcados fueron utilizados principalmente por los egipcios, los asirios y los babilonios y luego por los persas. Veintisiete mil tenía Ramsés II, llamado por los griegos Sesostris, de quien el poeta Pentaur canta hazañas prodigiosas y terribles.
Desacreditando las ideas decimonónicas de un origen cananeo, asirio, indio o macedonio, el historiador Alexander Nefiodkin también cuestiona la atribución que hace Jenofonte de carros falcados en el ejército del persa Ciro, señalando su notable ausencia en la invasión de Grecia (480−479 a. C.) por su sucesor Jerjes I. Por el contrario, argumenta que los persas introdujeron el carro falcado tiempo después durante las guerras médicas, entre 467 a. C. y 458 a. C., como parte de su experiencia luchando contra la infantería pesada griega.

### Guerras persas

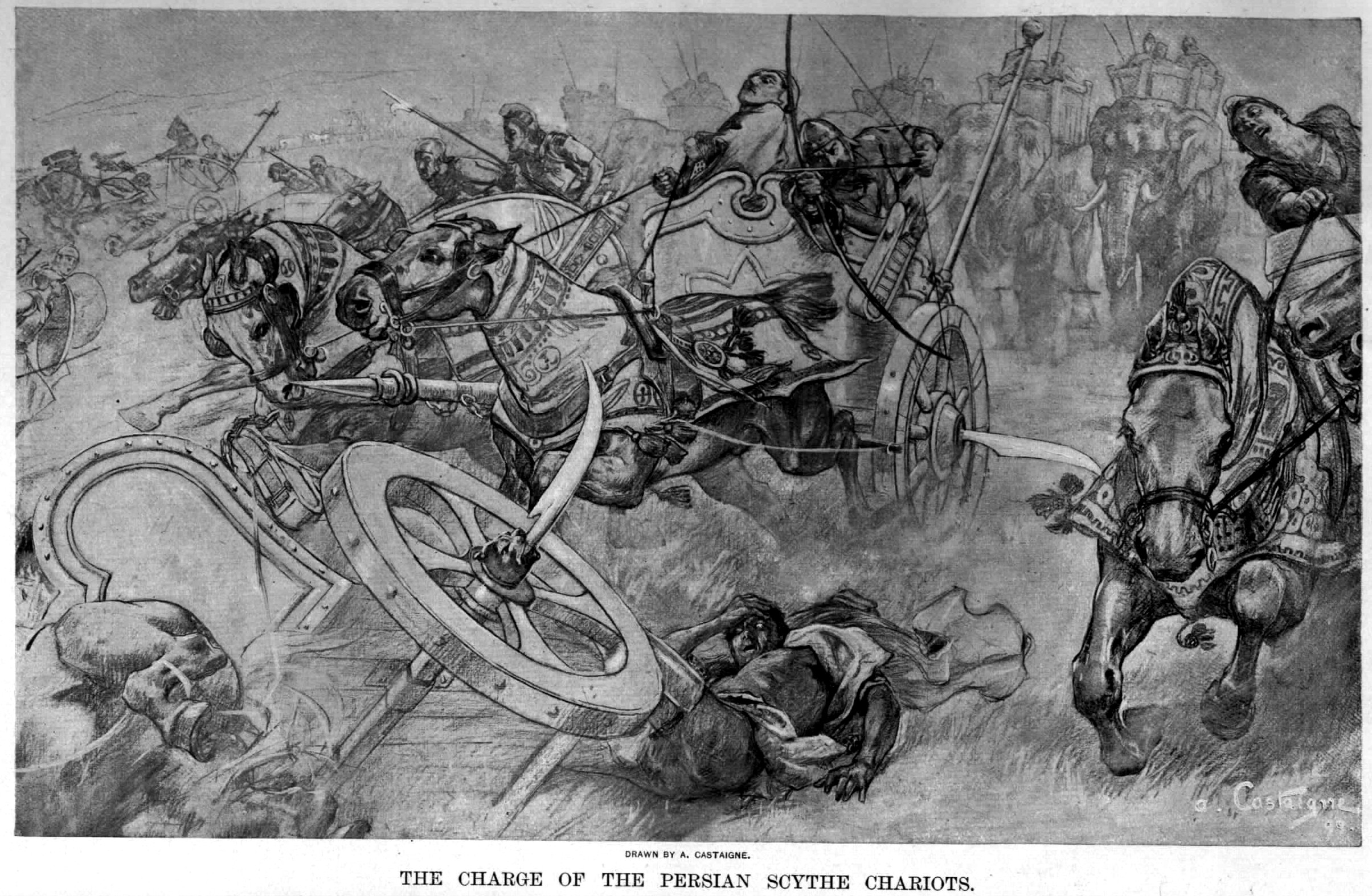
Carga de los persas en carros falcados

El carro falcado persa era tirado por cuatro caballos y manejado por un equipo de tres hombres: el conductor y dos guerreros. Teóricamente el carro falcado atravesaría las líneas de infantería cortando a los combatientes por la mitad o, al menos, permitiría aprovechar las brechas abiertas en las líneas enemigas. En la antigüedad difícilmente se podía conseguir que los caballos cargaran contra las filas cerradas de la infantería greco-macedonia. El carro falcado solucionaría este problema de la caballería, con los filos cortando las formaciones enemigas, incluso cuando los caballos rehuyeran cargar directamente contra la infantería. Aunque un ejército disciplinado podía evitar el carro conforme se aproximara y cerrar filas nuevamente tras su paso, de esta manera el carro pasaría sin causar muchas bajas. Los carros de guerra tenían limitadas capacidades militares. Se trataba de un arma estrictamente ofensiva y podía usarse mejor contra la infantería en campo abierto y llano, donde los conductores tenían espacio para maniobrar.
En un tiempo en que la caballería no contaba con estribos, quizá tampoco espuelas o silla de montar útiles, aunque seguramente contaba mantas para montar, los carros falcados añadían peso a los ataques de la caballería contra la infantería. Fuentes históricas hablan del punto de vista de la infantería en dichos encuentros, especialmente griega y romana.